# 잭 호킨스
잭 호킨스(Jack Hawkins, CBE, 1910년 9월 14일~1973년 7월 18일)는 영국의 배우이다.

## 서훈
- 1958년 대영 제국 훈장 3등급(CBE)

## 출연 작품
- 콰이 강의 다리
- 벤허 - 퀸투스 아리우스 역
- 신사동맹 - 노먼 하이드 역
- 아라비아의 로렌스 - 에드먼드 앨랜비 역
- 파이브 핑거 엑서사이즈